# Vårtordyvel
Vårtordyvel (Geotrupes vernalis) är en skalbaggsart som först beskrevs av Carl von Linné 1758.  Vårtordyvel ingår i släktet Geotrupes, och familjen Geotrupidae. Enligt den finländska rödlistan är arten nationellt utdöd i Finland. Enligt den svenska rödlistan är arten nära hotad i Sverige. Arten förekommer i Götaland, Gotland, Öland och Svealand. Artens livsmiljö är torra gräsmarker.

## Underarter
Arten delas in i följande underarter:
- T. v. caspius
- T. v. rambouseki
- T. v. manifestus
- T. v. insularis
- T. v. obscurus
- T. v. fausti
- T. v. apenninicus

## Bildgalleri

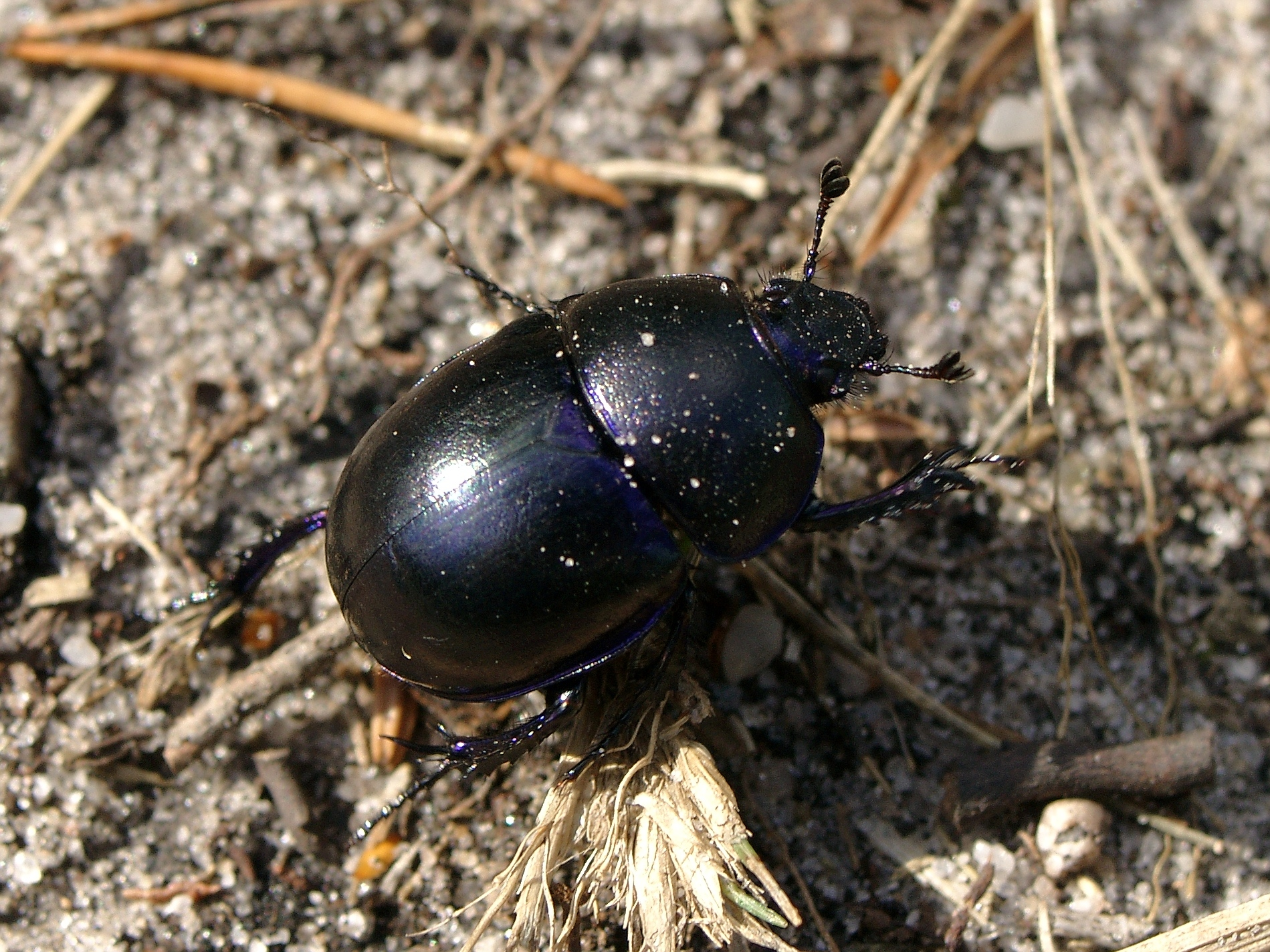